# Carl Fischer (Maler, 1818)
Carl Fischer (* 1818 in Schweinfurt; † 1911 in Würzburg) war ein deutscher Jurist und Maler, der vor allem für seine Architekturzeichnungen und -aquarelle von Baulichkeiten der Stadt Würzburg bekannt wurde.

## Leben
Carl Fischer wurde im Jahr 1818 in der Stadt Schweinfurt geboren, die Teil des  Königreichs Bayern war. Über die Familie des späteren Malers ist nichts bekannt. Fischer studierte zunächst Jura an einer unbekannten Universität und vollendete sein Studium. Anschließend war er mehrere Jahre lang in der Verwaltung des Herrschaftsgerichts 1. Klasse der Grafen zu Castell tätig, das seinen Sitz in Rüdenhausen hatte. Nach der Auflösung des Gerichts im Zuge der Deutschen Revolution im Jahr 1848 blieb Fischer in Rüdenhausen. Letztmals ist er in den 1850er Jahren hier nachgewiesen.
Der Jurist wurde im Jahr 1859 als Bezirksgerichtsrat nach Schweinfurt berufen. Hier erkrankte Fischer bald schwer und wurde als Todkranker in den Ruhestand versetzt. Im Ruhestand besserten sich die Symptome der Krankheit allerdings schnell, sodass Fischer noch mehrere Jahrzehnte am Leben blieb. Erst nach Ende seiner Karriere als Jurist gelang es Carl Fischer, größere Kunstwerke zu vollenden, wobei er vor allem ab den 1880er Jahren als Architekturzeichner tätig wurde. Fischer lebte zuletzt in Würzburg, wo ihn der Historische Verein für Unterfranken und Aschaffenburg zu seinem Ehrenmitglied ernannte. In Würzburg starb Carl Fischer im Jahr 1911.

## Werke (Auswahl)
Große Bedeutung haben die von Carl Fischer ab den 1880er Jahren geschaffenen Bleistiftzeichnungen. Sie zeigen die Gassen und Bauten der Stadt Würzburg vor den Zerstörungen des Zweiten Weltkrieges, wobei insbesondere die Domherrnhöfe in der Altstadt von kulturhistorischer Bedeutung sind. Die meisten Bilder Fischers werden heute im Museum für Franken auf der Würzburger Festung Marienberg ausgestellt. Daneben besitzen auch die Aquarelle große Bedeutung für die Darstellung der architektonischen Gestalt der Stadt Würzburg vor 1945.
- 1880: mehrere Bleistiftzeichnungen, Römischer Kaiser, Würzburg, Museum für Franken
- 1880: Aquarell über Bleistiftzeichnung, Festung Marienberg, Museum für Franken
- 1881: Aquarell über Bleistiftzeichnung, Ehemaliges Schottenkloster St. Jakob, Museum für Franken
- 1881: Aquarell über Bleistiftzeichnung, Deutschhauskirche, Museum für Franken
- 1881: mehrere Aquarelle, Hof zum Storchen, Würzburg, Museum für Franken
- 1882: mehrere Aquarelle und Bleistiftzeichnungen, Hof zur Sonne, Würzburg, Museum für Franken
- 1882: Bleistiftzeichnung, Hof zum Wolfhart, Würzburg, Museum für Franken
- 1883: Aquarell über Bleistiftzeichnung, Ehemalige Stiftskirche Neumünster, Museum für Franken
- um 1885: Bleistiftzeichnung, Bauernhof (Dettelbachergasse), Würzburg, Museum für Franken
- 1885: mehrere Aquarelle, Sandhof, Würzburg, Museum für Franken
- 1885: Bleistiftzeichnung, Franziskanerkirche, Museum für Franken
- 1885: Bleistiftzeichnung, Festung Marienberg, Museum für Franken
- 1885: Bleistiftzeichnung, Marienkapelle–Marktportal, Museum für Franken
- 1885: Bleistiftzeichnung, Kloster Himmelspforten, Museum für Franken
- 1887: Bleistiftzeichnung, Domkreuzgang, Museum für Franken
- 1889: Bleistiftzeichnung, Hof zum Hackenbrunnen, Würzburg, Museum für Franken
- um 1890: Bleistiftzeichnung, Domherrenhof Krautheim, Würzburg, Museum für Franken
- um 1890: Bleistiftzeichnung, Domherrenhof Seebach, Würzburg, Museum für Franken
- um 1890: Bleistiftzeichnung, Zollhaus an der Höchberger Straße, Würzburg, Museum für Franken
- 1890: Bleistiftzeichnung, Kurie Marmelstein, Würzburg, Museum für Franken
- 1893: Bleistiftzeichnung, Schullehrerseminar nach einem Brand, Würzburg, Museum für Franken
- 1895: Bleistiftzeichnung, Salhof, Würzburg, Museum für Franken
- 1895: Aquarell, Hof zum Birnbaum, Würzburg, Museum für Franken
- 1895: Bleistiftzeichnung, Hof zum Ross, Würzburg, Museum für Franken
- 1895: mehrere Bleistiftzeichnungen, Hof Wiesenbach, Würzburg, Museum für Franken
- 1896: mehrere Bleistiftzeichnungen, Domherrenhof Sternberg, Würzburg, Museum für Franken
- 1898: Aquarell, Die ehemalige Stiftskirche St. Johannes in Haug, Museum für Franken
- unbekanntes Jahr: Bleistiftzeichnung, Hof Zum Hackenbrunnen, Würzburg, Museum für Franken